# Umbonia curvispina
Umbonia curvispina är en insektsart som beskrevs av Carl Stål 1869. Umbonia curvispina ingår i släktet Umbonia och familjen hornstritar. Inga underarter finns listade i Catalogue of Life.